# كارين هوبنر
كارين هوبنر (بالألمانية: Karin Hübner) (و. 1936 – 2006 م) هي ممثلة، من ألمانيا، ولدت في غرا، توفيت في ميونخ، عن عمر يناهز 70 عاماً.

## وصلات خارجية
- كارين هوبنر على موقع IMDb (الإنجليزية)
- كارين هوبنر على موقع مونزينجر (الألمانية)
- كارين هوبنر على موقع ألو سيني (الفرنسية)
- كارين هوبنر على موقع ميوزك برينز (الإنجليزية)
- كارين هوبنر على موقع قاعدة بيانات الفيلم (الإنجليزية)
- كارين هوبنر على موقع كينوبويسك (الروسية)